# 엘리스 에스트라다
엘리스 에스트라다(Elise Estrada, 1987년 7월 30일 ~ )는 필리핀계 캐나다의 싱어송라이터이다.